# 대한민국 상법 제530조의12
대한민국 상법 제530조의12는 물적 분할에 대한 상법 회사법의 조문이다. 

## 조문
제530조의12 (물적 분할) 이 절의 규정은 분할되는 회사가 분할 또는 분할합병으로 인하여 설립되는 회사의 주식의 총수를 취득하는 경우에 이를 준용한다.